# Diocèse de Tiruchirapalli
Le diocèse de Tiruchirapalli (anciennement Trichy, ou Trichinopoly) est une circonscription ecclésiastique de l’Église catholique dans le Tamil Nadu, en Inde du Sud. Une ancienne mission jésuite du XVIe siècle est canoniquement érigée comme préfecture apostolique de Madurai en 1836. Lorsque, en 1886, la hiérarchie catholique est érigée sur l’ensemble du territoire des Indes britanniques la ville de Trichinopoly et les districts environnants deviennent le diocèse de Trichinopoly. 
À la suite de multiples divisions le diocèse comprend aujourd’hui l’importante ville et district de Tiruchirapalli, le district voisin de Karur et une partie du district de Dindigul. Il est suffragant de l’Archidiocèse de Madurai.

## Histoire
Si aux XVIIe et XVIIIe siècles le travail missionnaire des jésuites était centré sur la région de Madurai, lorsqu’ils reviennent en Inde du Sud (1834) la mission se développe à partir de la ville de Trichy. Le collège de Nagapattinam est transféré à Trichinopoly en 1883. Un séminaire y est ouvert en 1921. 
Le diocèse de Tuticorin est créé par séparation de la partie méridionale de Trichy en 1923. Le diocèse de Madurai est créé en 1933 (et devient plus tard ‘archidiocèse’) et Dindigul devient également diocèse en 2003.

## Supérieurs ecclésiastiques

### Vicaire apostolique
- 1846-1886: Alexis Canoz, jésuite

### Évêques de Trichinopoly
(à partir de 1950 : ‘Tiruchirapalli’)
- 1886-1888 : Alexis Canoz, jésuite
- 1890-1913 : Jean-Marie Barthe, jésuite
- 1914-1935 : Augustin Faisandier, jésuite
- 1936-1938 : Jean-Pierre Léonard, jésuite, transféré comme archevêque à Madurai
- 1938-1971 : James Mendonça
- 1971-1990 : Thomas Fernando, démissionnaire
- 1990-1997 : Gabriel Lawrence Sengol, démissionnaire
- 1997-2000 : Peter Fernando, Administrateur
- 2000-2018 : Antony Devotta
- depuis 2021 : Savarimuthu Arokiaraj